# Eysturoy
Eysturoy (en danés: Østerø, cuyo significado es La Isla Oriental) es la segunda isla en tamaño y población del archipiélago de las Islas Feroe (Dinamarca), situado en el Mar de Noruega. Con una extensión de 286.3 km² y una población de 10.586 habitantes, está separada por un pequeño estrecho de la isla de Streymoy, la de mayor tamaño de la región. 

## Descripción

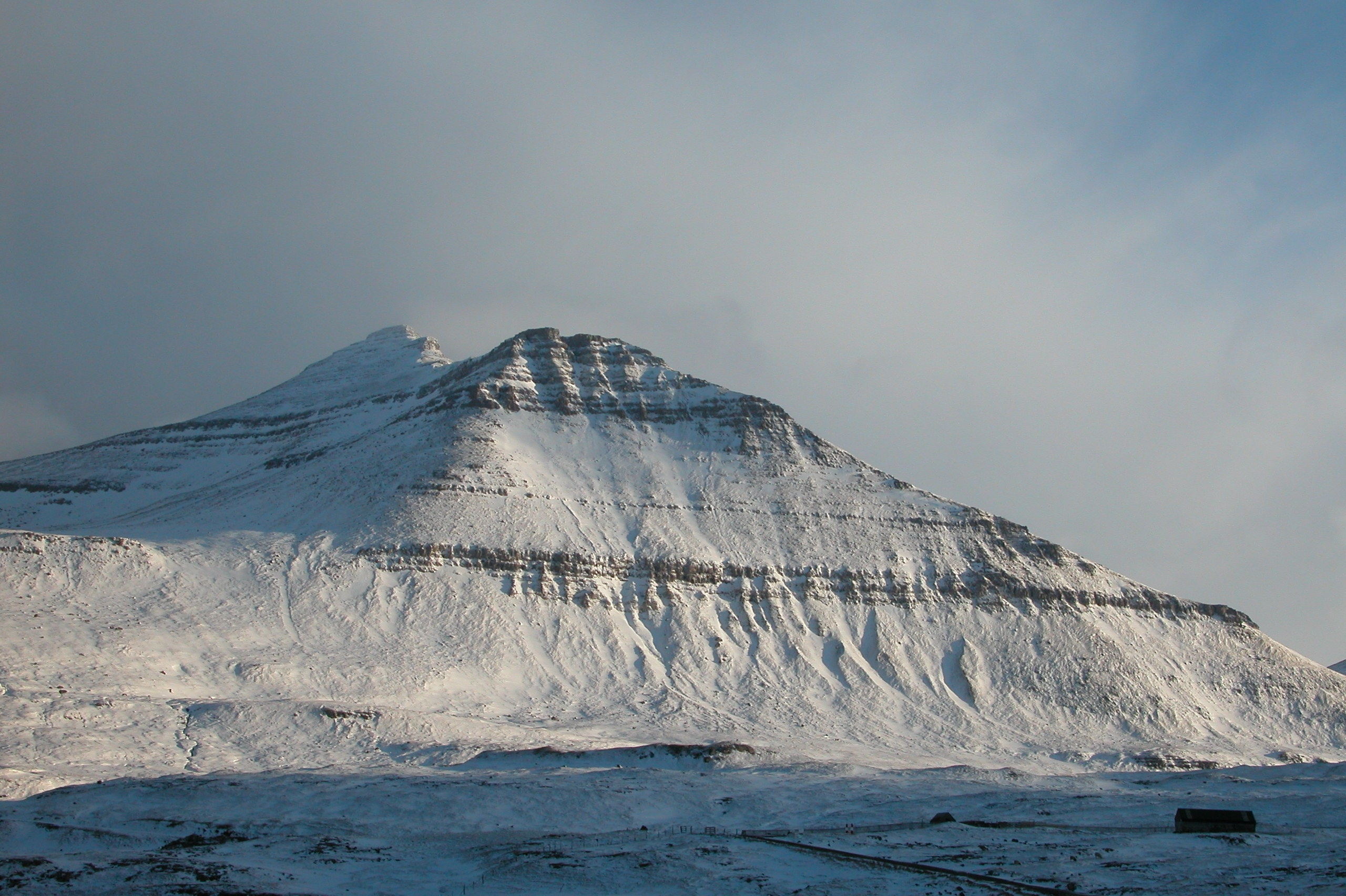
Slættaratindur.

La isla de Eysturoy es extremadamente montañosa, con alrededor de 66 picos aislados, entre los que se encuentra Slættaratindur, el punto más alto de todas las Feroe. 
Los núcleos urbanos más importantes localizados sobre esta isla son Fuglafjørður, emplazado en la zona norte, y el área densamente poblada del sur compuesta por las comunas de Runavík y Nes.
Eysturoy está conectada a la isla de Streymoy por un puente construido sobre el estrecho que las separa. Los habitantes de la isla consideran que este es el único puente existente que ha sido construido sobre el Atlántico, algo que también afirman los habitantes de la escocesa Seil sobre su propio puente. A pesar de la existencia de esta unión terrestre, Tórshavn, la capital del archipiélago, es de más fácil acceso a través del ferry.
La población de Leirvík, en la costa oriental, es el punto de conexión con las islas de la zona nororiental, especialmente con Klaksvík en Borðoy, la segunda ciudad en tamaño de todas las Feroe.
Algunos sitios de interés turístico en la zona son las aldeas de Eiði y Gjógv, el museo de historia de Blásastova en la aldea de Gøta, las aguas termales de Fuglafjørður (una señal indicativa más del origen volcánico de las islas) y la zona basáltica de Risin og Kellingin.